# Canama hinnulea
Canama hinnulea là một loài nhện trong họ Salticidae.
Loài này thuộc chi Canama. Canama hinnulea được Tord Tamerlan Teodor Thorell miêu tả năm 1881.